# Janet Napolitano

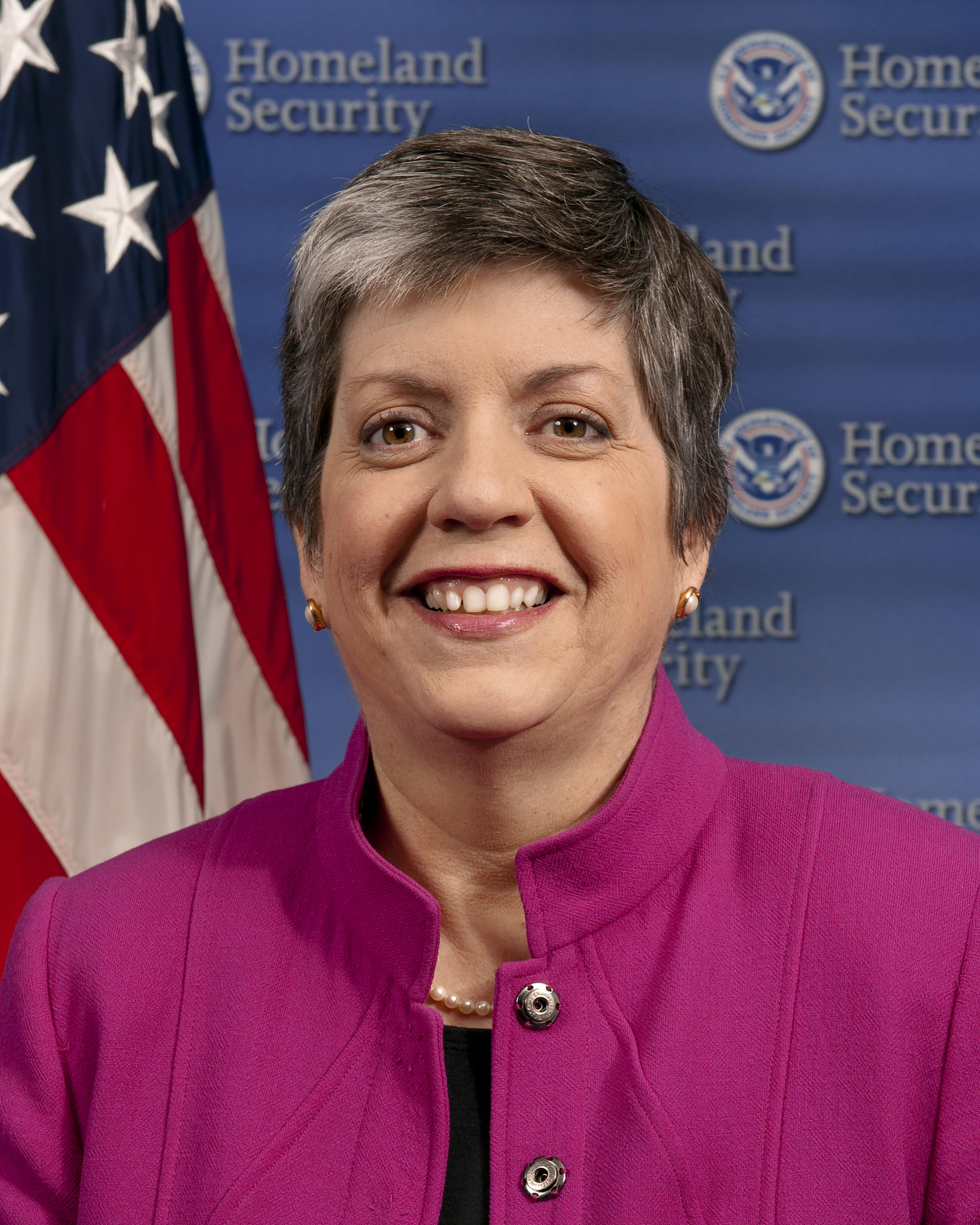
Janet Napolitano

Janet Napolitano, född 29 november 1957 i New York i New York, är en amerikansk jurist och politiker (demokratiska partiet) som är rektor för University of California.
Napolitano har studerat vid bland annat Santa Clara University och University of Virginia (juristexamen vid det sistnämnda) och var bland annat federal åklagare innan sin politiska karriär.
Hon var Arizonas  21:a guvernör från 2003 till 2009, delstatens tredje kvinnliga guvernör och den första dito som blivit omvald. Innan hon valdes till guvernör var hon delstatens justitieminister (attorney general) från 1999 till 2002. Hon var den första kvinnan och tjugotredje personen att inneha det ämbetet.
I februari 2006 nämnde kvinnosaksorganisationen The White House Project Napolitano som en av åtta kvinnor som var tänkbara kandidater i presidentvalet i USA 2008. Den 11 januari 2008 gav Napolitano sitt stöd till den dåvarande senatorn Barack Obama i demokraternas nomineringsval inför presidentvalet.
Hon var USA:s första kvinnliga säkerhetsminister från 2009 till 2013 (i president Obamas regering). 